# Mike Bell (football américain, 1957)
Pour les articles homonymes, voir Mike Bell.
(en) Statistiques sur pro-football-reference
Mike J. Bell, né le 30 août 1957 à Wichita au Kansas, est un joueur américain de football américain. Il a joué au poste de defensive end dans la National Football League (NFL) pendant 12 saisons.
Bell joue au football américain universitaire pour les Rams de l'Université d'État du Colorado avec lesquels il remporte les honneurs All-American.
Il est le deuxième choix de la draft 1979 de la NFL et joue pour les Chiefs de Kansas City de la NFL durant toute sa carrière professionnelle.

## Biographie

### Jeunesse
Bell est né à Wichita, au Kansas, où il pratique plusieurs sports au lycée catholique Bishop Carroll de 1971 à 1975.

### Carrière universitaire
Il fréquente l'Université d'État du Colorado et joue au football américain pour les Rams de 1975 à 1978. Il est élu dans la première All-America en tant que senior en 1978. Son frère jumeau Mark Bell a également joué pour Colorado State.

### Carrière professionnelle
Les Chiefs de Kansas City choisissent Bell au premier tour, au 2e rang, lors de la draft 1979 de la NFL. Il joue pour les Chiefs de 1979 à 1991, pour quatre entraîneurs principaux. Au cours de ses douze saisons dans la NFL, il dispute 135 matchs, dont 100 comme titulaire, tout en compilant 40 sacks et 10 fumbles récupérés.